# Zaira nocturnalis
Zaira nocturnalis är en tvåvingeart som först beskrevs av Henry J. Reinhard 1930.  Zaira nocturnalis ingår i släktet Zaira och familjen parasitflugor.
Artens utbredningsområde är Arkansas. Inga underarter finns listade i Catalogue of Life.